# پارادوکس استلزام مادی
پارادوکس استلزامِ مادی (به انگلیسی: Paradoxes of material implication) در منطق قضیه‌ای است که موجباتِ بحث‌های فراوان و پیدایشِ منطق‌های جدید را فراهم آورده است.

## استلزامِ مادی
علامتِ مشهور به «اگر ... آنگاه ...» در منطقِ صوریِ مرتبهٔ اول که آن را با یک شکل نعل‌مانند یا با فلش ({\displaystyle P\to Q}) نمایش می‌دهند «استلزامِ مادی» نام دارد. در منطق‌هایِ دیگر انواعِ دیگری از استلزام وجود دارد.

## پارادوکس
پارادوکس به هر گزاره یا نتیجه‌ای گفته می‌شود که با گزاره‌های قبلیِ گفته شده در همان نظریه یا دستگاهِ نظری، یا با یکی از باورهای قویِ پیش‌زمینه، شهودِ عقلی یا باورِ عمومی در تناقض باشد. اگر پارادوکس به معنای تناقض با یکی از گزاره‌های همان نظریه‌ای باشد که پارادوکس در آن پدید آمده، این امر یک ضعفِ جدی برای آن نظریه محسوب شده و آن را بی‌اعتبار می‌کند. اما پارادوکس‌های بسیاری وجود دارند که نه با دستگاهِ نظری‌ای که از آن پدید آمده‌اند، بلکه با باورِ عمومیِ ما در تناقض اند. برای این قبیل پارادوکس‌ها، در واقع این نامِ دقیقی نیست.

## پارادکسِ استلزامِ مادی
در منطقِ کلاسیکِ فرگه و راسل، تعریف و قواعدِ حاکم بر علامتِ فلش در {\displaystyle P\to Q} به‌گونه‌ای است که می‌توان قضایای زیر را اثبات نمود:
{\displaystyle \sim P\vdash P\to Q}
{\displaystyle P\vdash Q\to P}
{\displaystyle \vdash (P\to Q)\lor (Q\to P)}
این قضیه‌ها به ترتیب این‌طور خوانده می‌شوند:
به ازایِ هر {\displaystyle P} و {\displaystyle Q}:
اگر نقیضِ {\displaystyle P} را داشته باشیم، استنتاج می‌شود: اگر {\displaystyle P} آنگاه {\displaystyle Q}.
اگر {\displaystyle P} را داشته باشیم، استنتاج می‌شود: اگر {\displaystyle Q} آنگاه {\displaystyle P}.
یا اگر {\displaystyle P} آنگاه {\displaystyle Q} یا اگر {\displaystyle Q} آنگاه {\displaystyle P}.
برای این که غیرِ قابلِ فهم بودنِ این قضیه‌ها مشخص شود، بهتر است به زبان طبیعی ترجمه شوند. مثلاً یک نمونه از ترجمهٔ آخری به این ترتیب خواهد شد: «یا اگر آسمان آبی است آنگاه سعدی شیرازی است، یا اگر سعدی شیرازی است آنگاه آسمان آبی است»! هر دو گزاره‌ای که از هرجا انتخاب شوند طبقِ منطقِ کلاسیک یا اولی دومی را نتیجه می‌دهد یا دومی اولی را! به این گزاره (یا به مجموعِ سه گزارهٔ بالا) پارادکس استلزامِ مادی گفته می‌شود. در واقع این گزاره‌ها با خودشان و با نظامِ منطقِ کلاسیک هیچ تناقضی ندارند، اما با شهودِ ما از زبان مشکل دارند.

## راهِ‌حل‌ها
برایِ حلِ هر پارادکس باید به‌دقت دید که ریشهٔ آن در کجاست. واضح است که پارادکس استلزامِ مادی به این دلیل پدید می‌آید که علامتِ فلش را تعبیر می‌کنیم به «اگر» در زبانِ طبیعی. برایِ حلِ این معضل یا باید برخی از فرض‌هایِ اساسیِ منطق را دست‌کاری کنیم یا علامتِ جدیدی معرفی کنیم که رفتارِ آن به «اگر» شبیه‌تر باشد.

### منطقِ ربط
برخی پیشنهاد داده‌اند که مشکلاتِ بالا (و برخی مشکلاتِ دیگر در منطقِ کلاسیک) ناشی از آن است که این منظق اجازه می‌دهد هر دو گزارهٔ بی‌ربطی در یک ترکیبِ شرطی قرار گیرند. برایِ حلِ آن باید این قید را قرار داد که گزاره‌ها به یکدیگر مربوط باشند.

## انتقاداتِ وارد به منطقِ ربط
1. واردِ کردنِ مفهومی به این اندازه مبهم به نامِ ربط کارِ جالبی نیست. معیارِ ربط چیست؟ آیا در موردِ هر دو گزاره نمی‌توان از منظری نگریست که به هم مربوط باشند؟ این موضوع وابستگیِ بسیار زیادی به متنِ بحث و ذهنِ گوینده خواهد داشت که امرِ نامطلوبی است.
2. این کار باعث می‌شود آن‌چه داریم دیگر یک منطقِ کاملاً صوری نباشد.

### منطقِ موجهات
ایدهٔ دیگر می‌تواند این باشد که آن‌چه در «اگر»ِ طبیعی هست و علامتِ فلش آن را ندارد ضرورت است. این گزاره را در نظر بگیرید: «اگر حسن از طبقهٔ چهلم افتاده بود زنده می‌ماند». طبقِ اولین قضیهٔ استلزامِ مادی که در بالا آورده شد اگر داشته باشیم که «حسن از طبقهٔ چهلم نیفتاده است» نتیجه می‌شود که گزارهٔ بالا صحیح است. اما آن‌چه یک فارسی‌زبان می‌فهمد این است که گزارهٔ بالا غلط است، صرفاً به دلیلِ ضرورتی که در آن هست.
منطقِ موجهات که تلاش می‌کند مفاهیمِ امکان و ضرورت را به منطق باز گرداند بسیار بیش‌تر از دیگر منطق‌هایِ اصطلاحاً نامتعارف موردِ توجه واقع شده است.
انتقاداتِ وارد به منطقِ موجهات:
1. یک حسنِ بزرگِ منطقِ کلاسیک این بود که صادق یا کاذب بودنِ گزاره‌هایِ مرکبِ آن تابعِ صادق یا کاذب بودنِ گزاره‌هایی است که آن گزارهٔ مرکب را تشکیل داده‌اند. مثلاً {\displaystyle P\land Q} در صورتی که هم {\displaystyle P} و هم {\displaystyle Q} صادق باشند صادق است، و اگر هر کدام از آن‌ها کاذب باشند کاذب است. اما در منطقِ موجهات، گزارهٔ «{\displaystyle P} ضرورتاً {\displaystyle Q} را نتیجه می‌دهد» در صورتی که {\displaystyle P} و {\displaystyle Q} هر دو صادق باشند می‌تواند هم صادق باشد و هم کاذب. اصطلاحاً می‌گویند این گزاره «تابعِ ارزشِ» گزاره‌هایِ پایه‌ایِ خویش نیست.
2. در تنظیمِ اصولِ موضوعهٔ منطقِ موجهات آزادیِ عمل وجود دارد. یعنی برخی گزاره‌ها را می‌توان جزوِ اصولِ برقرار دانست یا ندانست. این در حالی است که تمامِ اصولِ منطقِ کلاسیک بسیار بدیهی و ضروری به نظر می‌رسند.